# Falcons (rugby)
Falcons, también conocidos como Valke por su nombre en Afrikáner, es un equipo profesional de rugby con sede en la ciudad de Ekurhuleni, localidad de East Rand de la Provincia de Gauteng, Sudáfrica. Participa anualmente en la Currie Cup y en las diferentes competencias nacionales.
Es representado por los Bulls en el United Rugby Championship.

## Historia
Fue fundada en 1947, hasta el año 1995 mantuvo el nombre de Eastern Transvaal, de 1996 a 1999 se llamaron Gauteng Falcons, en 1999 adquirieron su actual denominación.
Desde el año 1950 participa en la principal competición entre clubes provinciales de Sudáfrica, donde su mejor participación fue el subcampeonato de 1972.
Enfrentó a los British and Irish Lions en 5 ocasiones logrando un triunfo en 1962 y un empate en 1955, además ha derrotado a las selecciones de Escocia, Gales e Italia.

## Palmarés
- Vodacom Cup (1): 2006

- Mzansi Challenge (1): 2023

- Sport Pienaar Cup (1): 1980